# Given Up
 (avril 2024).
 (avril 2024).
Singles de Linkin Park
Shadow of the Day
(2007) Leave Out All the Rest
(2008)
Pistes de Minutes to Midnight
Wake Bleed It Out
Given Up est une chanson du groupe Linkin Park. Il s'agit du quatrième single tiré de leur troisième album studio, Minutes to Midnight. C'est l'une des chansons les plus agressives et profanes de Minutes to Midnight. 
Le single ne connait pas le même succès que ses trois singles précédents, même s'il est apparu dans des classements un an avant sa sortie officielle.
Par ailleurs, le titre est présent dans le film Crank High voltage.